# マーロン・アレックス・ジェームズ
マーロン・アレックス・ジェームズ（英語: Marlon Alex James、1976年11月16日 - ）は、セントビンセント・グレナディーンの元サッカー選手。元セントビンセント・グレナディーン代表。ポジションはFW。

## クラブ歴

### プロ以前
地元のユース・オリンピアンズでサッカーを始め、コンバインド・スターズFC、ニューウィル・ホープ・インターナショナルFCに所属した。2000年にプロへ転向した。

### プロ
プロとして初めて所属したのはアイルランドのブレイ・ワンダラーズFCであった。2001年にはポルトガル・セグンダ・リーガに所属するFCティルセンセに移籍した。2004年にはマレーシアのセランゴール州を本拠地とするMKランドFCに移籍し、2004年度は19得点、2005年度は22得点の活躍を遂げた。
その後一旦は帰国するものの、2006年に再びマレーシアに上陸、ケダFAの一員となった。2007年9月8日にはブキット・ジャリル国立競技場でペラFAを3-0で破りマレーシアカップを制覇し、このシーズンにはピアラFAマレーシア、マレーシア・スーパーリーグも制覇していたため、トレブル達成となりクラブ史上最高の成績を残した。これによって2006-07シーズンには100Plus-FAMナショナル・フットボール・アワードで最優秀外国人選手賞を授与された。彼はこの3つの大会で合計40得点を奪う活躍をしており、クラブの成績に大きく貢献した。また、次シーズンもトレブルを達成し最優秀外国人選手賞を授与された。
マレーシアサッカー協会は2008シーズンから外国人選手の制限をしたため、彼はカナダのバンクーバー・ホワイトキャップスに2年契約で移籍した。
その後は母国に戻りサッカーからは離れた生活を送っていたが、2012年に再びマレーシアに向かい、マレーシア・プレミアリーグに所属するATM FAにブルーノ・マルテロットと共に加入した。ATM FAはマレーシア・プレミアリーグを同年制覇し、マレーシアカップでも準優勝を遂げた。翌年マレーシア・スーパーリーグに再び参加した彼は、再び得点王を獲得した。
2014年5月には2014シーズンの殆どを断続的な怪我のために出場できなかったためにATM FAとの契約を解消し、プロサッカー選手からの引退を発表した。

## 代表歴
1995年以降セントビンセント・グレナディーン代表に招集された。2008年までの出場で55試合12得点の成績を挙げ、そのうちFIFAワールドカップ予選で10試合4得点を挙げた。代表最後の試合となったのは2008年6月20日にカナダ・モントリオールで行われたカナダ代表との2010 FIFAワールドカップ・北中米カリブ海予選での一戦であり、セントビンセント・グレナディーン代表は4-1で敗北した。

## タイトル

### クラブ
ケダFA
- マレーシア・スーパーリーグ: 2006-07, 2007-08
- マレーシアカップ: 2007, 2008
- ピアラFAマレーシア: 2007, 2008

ATM FA
- マレーシア・プレミアリーグ: 2012
- マレーシアカップ: 2012

### 個人
- マレーシア・スーパーリーグ得点王: 2007-08, 2013
- マレーシアサッカー協会ナショナル・フットボール・アワード最優秀外国人選手賞: 2006-07, 2007-08